# شور جهرم (رود)
رودخانه شور یکی از رودخانه‌های( شهرستان جهرم) استان فارس می‌باشد.
رودخانه شور جهرم از ۳ کیلومتری جنوب خاوری آبادی نصیرآباد از بخش شیبکوه شهرستان فسا سرچشمه گرفته و پس از عبور از ۱۰ کیلومتری شمال شهر جهرم در نهایت به رودخانه قره‌آغاج می‌ریزد. معمولاً این رودخانه در قسمت‌های بالادست (فسا و جهرم) فاقد جریان دائمی است و به شکل مسیل عمل می‌کند و با ورود به منطقه هکان به علت تغذیه آن از چشمه آهکی هکان، دارای جریان دائمی می‌شود.